# سفارة السويد في البرازيل
سفارة السويد في البرازيل هي أرفع تمثيل دبلوماسي لدولة السويد لدى البرازيل. تقع السفارة في برازيليا وهي تهدف لتعزيز المصالح السويدية في البرازيل.

## وصلات خارجية
- قائمة سفارات السويد
- قائمة السفارات في البرازيل